# Спиридонов, Семён Лаврович
Семён Лаврович Спиридонов (1911—2003) — советский военачальник, генерал-лейтенант (1960).

## Биография
Родился 2 февраля 1911 года[по какому календарю?] в деревне Починок Вяземского уезда Смоленской губернии.
В 1929 году окончил в Вязьме среднюю школу и начал трудовую деятельность учеником слесаря на московской автобазе № 2 Союзтранса. В 1931 году призван в Красную Армию и направлен на учёбу в Московское военное инженерное училище. После его расформирования был переведён в Объединённую Военно-инженерную Краснознамённую школу в Ленинграде, которую окончил с отличием.
В 1935 году он был назначен командиром взвода курсантов в Севастопольской зенитно-артиллерийской школе, в апреле 1937 года был назначен начальником штаба зенитно-артиллерийского дивизиона. В июне 1938 года переведён в Московское военно-электротехническое училище на должность командира батальона курсантов, а спустя два года был направлен на учёбу в Военную академию имени М. В. Фрунзе, окончить которую не удалось из-за начавшейся войны: 25 июня 1941 года майор С. Л. Спиридонов был назначен начальником штаба 250-го зенитно-артиллерийского полка, входившего в состав 1-го корпуса Московской зоны ПВО. Полк, состоявший из пяти дивизионов, прикрывал северо-восточный сектор противовоздушной обороны столицы (Реутово, Гольяново) и участвовал в отражении воздушных налётов вражеской авиации на Москву, пик которых пришелся на август-ноябрь 1941 года. В октябре 1941 года Спиридонов возглавил зенитно-пулемётную группу (20 орудий и 5 пулемётов) по борьбе с танками и моторизованными колоннами противника на Рогачёвском направлении; за несколько суток неравных боев группа подбила 6 вражеских танков и задержала продвижение неприятеля на трое суток — С. Л. Спиридонов был награждён орденом Красного Знамени.
В октябре 1942 года Спиридонов был назначен начальником штаба 523-й зенитно-артиллерийской дивизии. С июня 1943 года командовал 59-й зенитно-артиллерийской дивизией, входившей в состав Московского, Западного, Юго-Западного, Центрального фронтов ПВО. Летом 1945 года Спиридонов принимал участие в разгроме Квантунской армии в должности командира 92-й дивизии ПВО Приморской армии 1-го Дальневосточного фронта.
В 1946—1947 годах С. Л. Спиридонов был командиром 1-й гвардейской зенитно-артиллерийской дивизии Северо-Западного округа ПВО. В 1948 году окончил высшие зенитно-артиллерийские курсы при Военной артиллерийской академии имени Ф. Э. Дзержинского и был назначен командиром 76-й зенитно-артиллерийской дивизии Московского округа ПВО.
В 1950 году Спиридонов направлен в КНР: в должности командира 52-й зенитно-артиллерийской дивизии и командующего китайской зенитно-артиллерийской группой проводил работу по укреплению противовоздушной обороны Шанхая (в 1980 году в журнале «Вестник Войск ПВО» была напечатана его статья «Мы воевали в КНР»). По возвращении в Москву в 1952 году окончил Военную академию Генерального штаба и служил начальником управления боевой подготовки Московского округа ПВО (1953—1954), начальником управления боевой подготовки Войск ПВО СССР (1954—1957), первым заместителем командующего, и. о. командующего Северо-Кавказской армией ПВО (1957—1959), командиром 3-го корпуса ПВО Московского округа ПВО, начальником Ярославского гарнизона (1960—1963). В 1963 году он вышел в отставку в звании генерал-лейтенанта.
После увольнения он был начальником военно-мобилизационного управления и штаба автомобильно-дорожной службы ГО РСФСР; некоторое время (1980—1988) возглавлял управление министерства автомобильной промышленности СССР: был заместителем начальника центрального бюро научно-технической информации автомобильного транспорта.
Его скульптурный портрет выставлен в Центральном музее войск ПВО.
Семья
Жена: Вера Ивановна (урожд. Свириденко).
Дети: Валентина (1939 г. рожд.), Тамара (1941 г. рожд.), Нина (1943 г. рожд.), Людмила (1949 г. рожд.).
Племянник: генерал-майор Дмитриев Николай Егорович (1931 - 2023).